# Шевансо
Шевансо (фр. Chevanceaux) насеље је и општина у западној Француској у региону Поату-Шарант, у департману Приморски Шарант која припада префектури Жонзак.
По подацима из 2011. године у општини је живело 1007 становника, а густина насељености је износила 46,26 становника/km². Општина се простире на површини од 21,77 km². Налази се на средњој надморској висини од 127 метара (максималној 154 m, а минималној 63 m).

## Демографија
| 1962. | 1968. | 1975. | 1982. | 1990. | 1999. | 2011. |
| ----- | ----- | ----- | ----- | ----- | ----- | ----- |
| 1.035 | 1.044 | 1.129 | 1.087 | 1.008 | 981   | 1.007 |

График промене броја становника у току последњих година